# 秦朝镇
秦朝镇（1943年12月—），男，汉族，四川蓬溪人，中华人民共和国政治人物，曾任河北省政协副主席，第九届全国人大代表。